# Éditions du Carmel
Pour les articles homonymes, voir Carmel.
Les Éditions du Carmel sont une maison d'édition française spécialisée dans les ouvrages de spiritualité et de vie chrétienne en général. Après s’être installée au Petit-Castelet (Vaucluse (département)), puis à Angers (Maine-et-Loire) et Venasque (Vaucluse (département)), la société des Éditions du Carmel a depuis l'an 2000 son siège social à Toulouse (Haute-Garonne).
Les Éditions publient deux revues de spiritualité : Carmel et Vives Flammes et des textes répartis dans une dizaine de collections.

## Histoire
Les Éditions du Carmel ont été fondées le 1er janvier 1949 par l'Ordre des Carmes Déchaux afin de poursuivre la diffusion de la revue Carmel qui paraissait depuis 1911, celle de la petite revue Scapulaire fondée en 1953, et la publication d’ouvrages de spiritualité. Les Éditions, comme éditeur et libraire, proposaient essentiellement aux carmes, carmélites et membres séculiers de l’Ordre, un choix de livres de spiritualité et de liturgie.
Le but plus général était de progressivement propager la spiritualité carmélitaine dans tous les milieux et dans le monde entier. Effectivement, les lecteurs se diversifièrent très rapidement et furent de plus en plus nombreux à s’intéresser aux publications des Éditions du Carmel.
La création d’une entreprise commerciale devint nécessaire. À sa tête, les directeurs se succéderont depuis 1947. D’abord comme directeur de la Revue Carmel, puis comme responsable des Éditions. Quatre carmes assureront ce service entre 1947 et 1955.
En octobre 1955, le bienheureux Père Marie-Eugène de l’Enfant-Jésus (1894-1967) est élu prieur du Petit-Castelet (Bouches-du-Rhône), directeur de la revue Carmel et des Éditions du Carmel. Il assura cette charge jusqu’à sa mort en 1967. Pendant ces années, il surveille la publication et les rééditions de Je veux voir Dieu (1956, 1957, 1964 etc.). La dernière édition, revue et corrigée, publiée en 2017, a été réimprimée en 2022.
En 1962, les Éditions deviennent la Société Anonyme des Éditions du Carmel avec le Père Marie-Eugène de l'Enfant-Jésus comme administrateur. Après sa mort, les Éditions du Carmel resteront au Petit-Castelet pendant deux années, puis, en janvier 1969, s’installeront au couvent de La Plesse, près d’Angers (Maine-et-Loire). Elles y resteront jusqu’en 1975, pour s’implanter à Venasque (Vaucluse (département)) le 17 juillet 1975.
En 1976, une nouvelle société (toujours actuelle) est créée, sous forme d'une société par actions simplifié (SAS).
Depuis l’an 2000, la Société des Éditions du Carmel, propriété de la Province carmélitaine d’Avignon-Aquitaine, est installée à Toulouse au 33 Avenue Jean-Rieux dans la crypte de l’église du couvent des carmes.
Aujourd’hui, les 6 personnes qui y travaillent, se partagent la fabrication des livres (mise en pages, relectures, corrections), la gestion du site internet, l’envoi des livres, l’accueil à la librairie, la comptabilité.
Chaque année les Éditions publient une vingtaine d’ouvrages par an et vendent autour de 20 000 volumes, en France et à l’étranger.
Quoiqu’une petite structure, les Éditions du Carmel sont dynamiques et reconnues pour la qualité de leurs publications.

## Liste des directeurs des Éditions du Carmel
- 1947-1952 : Fr Bernard de Saint-Joseph (Louis Gabriel)
- 1951-1952 : Fr Lucien du Saint-Sacrement (Lucien Doerner)
- 1953-1954 : Fr Georges de la Vierge (George Poterie)
- 1954-1955 : Fr Dominique de Saint-Joseph (Robert Fabe)
- 1955-1957 : Fr Jacques de la Vierge (Jacques Llucat), comptable
- 1955-1967 : Bienheureux Marie-Eugène de l’Enfant-Jésus (Henri Grialou)
- 1967-1969 : ?
- 1969-1972 : Fr Jacques-Marie Petit
- 1972-1975 : Fr Alain Delaye
- 1975-1996 : Fr Pierre-Marie de la Croix (Pierre Salingardes)
- 1996-2002 : FrJean-Gabriel de l’Enfant-Jésus (Antoine Rueg)
- 2002-2011 : Fr Philippe de Jésus-Marie (Philippe Raguis)
- 2012-2016 : Fr Marie-Laurent de la Résurrection (Laurent Huet)
- 2017-2020 : Fr José de la Croix (José Pereira Orfano)
- 2020-2023 : Fr Stéphane-Marie du Cœur de Jésus (Stéphane Morgain)
- 2024-2025.. : Fr. Baptiste de l'Assomption (Baptiste Sauvage)
  - 2025-...: Mr Pierre-Yves Camiade

## Liste des directeurs de la Revue Carmel
Le Carmel et son Tiers-Ordre
- 1911-1914 ;1919-1925 : Père Marie-Joseph du Sacré-Cœur (Gustave-Eugène Houssoit)

Revue  Carmel
- 1925-1928 :  Marie-Eugène de l’Enfant-Jésus (Henri Grialou)
- 1928-1930 : Jean-Marie de l’Enfant-Jésus (Henri Lecoq)
- 1930-1942 : Théodore de Jésus (Emile Delranc)
- 1942-1948 : Bernard de Saint-Joseph (Bernard Gabriel)
- 1948-1955 : Dominique de Saint-Joseph (Robert Fabe)
- 1955-1960 : Marie-Eugène de l'Enfant-Jésus (Henri Grialou)
- 1960-1975 : Albert de l’Annonciation (Luc Chéron)
- 1975-1996 : Pierre-Marie de la Croix (Pierre Salingardes)
- 1988- 1991 : Rédacteur en chef, Jean de la Visitation (Jean Abiven) et Stéphane-Marie du Cœur de Jésus (Stéphane Morgain)
- 1996-2000 : Jean-Gabriel de l’Enfant-Jésus (Antoine Rueg)
- 2000-2008 : Philippe de Jésus-Marie (Philippe Raguis)
- 2008-2017 : Marie-Laurent de la Résurrection (Laurent Huet)
- 2017-2023 : Baptiste de l’Assomption (Baptiste Sauvage)
- 2023-... : Yves-Marie du Très Saint Sacrement (Christian Ménage)

## Liste des directeurs de la revueLe ScapulairepuisVives Flammes
Le scapulaire
- 1953-1958 : Georges de la Vierge (Georges Poterie)
- 1958-1960 : Pierre-Marie de la Croix (Pierre Salingardes)

Vives Flammes
- 1960-1979 : Pierre-Marie de la Croix (Pierre Salingardes)
- 1980-1987 : Jean-Marie Gonin
- 1987-1989 : Thomas de la Croix (Francis Millet)
- 1989 (septembre-décembre) : Frères carmes
- 1990-1992 : Christian-Marie Michel
- 1992 (septembre)-1995 (septembre) : Frères carmes Toulouse
- 1995-1997 : Frères carmes de Montpellier
- 1998 : carmes de Montréal (Canada)
- 1998-1999 (mars) : Henri de l’Enfant-Jésus (Henri Déjeant) et Jean de la Sainte-Face (William Clapier)
- 1999-2005 (mars) : Henri de l’Enfant-Jésus (Henri Déjeant)
- 2005 (juin)-2014 : Jean-Gabriel Rueg
- 2014-2023 : Jean-Raphaël Walker
- 2023-... : Elie-Joseph de Witte

Liste des directeurs de
- Bulletin des prêtres tertiaires du Carmel

1942-1947, n° 1-18 : Louis de Sainte-Thérèse (Louis Guillet)
- Prêtres du Carmel

1947-1963 : n° 19-61, gérant Marie-Eugène de l’Enfant-Jésus 
- Dialogue sacerdotal

1963-1966 : n° 62-66, gérant Marie-Eugène de l’Enfant-Jésus.

## Collections et revues

### Collections
Parallèlement à ces deux revues, les Éditions du Carmel développent 9 grandes collections de différentes tailles, visant un public large ou spécialisé, mais traitant toujours de thèmes liés à la vie spirituelle et à la pratique de l’oraison.
- Recherches carmélitaines

La collection Recherches Carmélitaines propose une contribution scientifique dans le domaine de la théologie spirituelle. D’une manière plus spécifique, cette collection concerne deux pôles d’investigations : les études sur les saints et les figures marquantes du Carmel, et celles sur le charisme carmélitain. Cette dimension couvre aussi bien la vie consacrée que la théologie mariale.
- Carmel Vivant

Étudier l’histoire de l’Ordre, scruter la vie des saints du Carmel, guider dans la lecture de leurs écrits : tel est le propos de cette collection, témoignant du dynamisme de la spiritualité carmélitaine pour nos vies, que nous soyons laïcs ou consacrés.
- Sagesses carmélitaines

Pour se mettre à l’école du Carmel en écoutant ce que les plus grands témoins de la tradition nous ont laissé en héritage. Pensées, prières, conseils… références sûres et toujours actuelles qui font le trésor du Carmel.
- Carmelight

Carmelight Pour diffuser la lumière du Carmel (Light) dans un format de poche facile et léger à transporter (light) ! Témoignages, guides pour l’oraison, vies de saint(e)s de la Bible ou du Carmel à découvrir.
- Bienheureux Marie-Eugène

En plus de Je veux voir Dieu, cette collection offre un grand nombre de textes, de méditations, ou de retraites du bienheureux Père Marie-Eugène de l’Enfant-Jésus. 18 titres sont déjà disponibles, d’autres sont en préparation.
- Vie intérieure

Pénétrer, approfondir, nourrir la vie intérieure. Tel est le propos de cette collection qui explore tous les chemins vers le trésor de l’âme. En suivant des guides expérimentés, elle indique écueils et oasis, éclaire dans les impasses, soutient dans les efforts...
- Retraite spirituelle

Les ouvrages de cette collection offrent un accompagnement pour un temps de retraite spirituelle en solitude, chez soi ou dans un lieu de prière, selon un thème ou en lien avec une figure de sainteté. Chaque demi-journée est nourrie par un petit enseignement, suivi de suggestions de lectures et d’une sélection de prières.
- Témoins de vie

Ils ou elles ont choisi le Christ pour le mettre au cœur de leur vie, qu’ils soient consacrés ou laïcs. La collection Témoins de vie raconte ces existences toutes données, dans la joie ou dans les combats, dans la prière ou dans l’action. Une collection pour écouter ces témoins de vie.
- Collection Vives Flammes

À l’instar de la revue Vives Flammes d’où elle tire son origine, la collection Vives Flammes se présente comme un soutien à la vie de prière, de l’initiation aux voies de l’oraison à l’approfondissement de questions plus spécifiques. Adossée principalement à la tradition carmélitaine, elle offre à un large public de petits ouvrages pédagogiques pour éclairer, nourrir, consolider une vie spirituelle authentiquement chrétienne.
- ExistenCiel

La collection ExistenCiel élargit la formation à la prière par de petits ouvrages sur les questions de vie chrétienne ou sur l’enseignement des saints et leur témoignage.
- Sources du Carmel

La collection Sources du Carmel ouvre large l'accès aux grands classiques de la spiritualité carmélitaine avec des introductions pédagogiques, des notes pour en faciliter la lecture. Elle est un excellent outil pour s'enraciner dans la grande tradition du Carmel. 

### Diffusion
Diffusées par AVM, les livres des Éditions du Carmel se trouvent dans toutes les librairies religieuses en France, Suisse, Belgique et Canada. Ils rencontrent un grand succès dans les librairies des monastères, centres de retraites, lieux de pèlerinages.
La vente en ligne sur le site internet : https://editionsducarmel.com/ se développe actuellement au rythme des Newsletters mensuelles et les visites quotidiennes de lecteurs attirés par la spiritualité.
La petite librairie toulousaine offre à la vente d’autres titres que ceux publiés par les Éditions du Carmel.
Les principales collections du Carmel sont (par ordre chronologique) :
| - « Carmel Vivant » : textes et études de fond sur la spiritualité carmélitaine - « Eremos » : spiritualité du désert à la lumière des pères du monachisme et de la tradition carmélitaine - « ExistEnCiel » : petits traités de spiritualité, biographies de poche - « Témoins de Vie » : portraits de grands témoins de vie chrétienne - « Père Marie-Eugène de l'Enfant-Jésus » : les textes majeurs du père Marie-Eugène de l'Enfant-Jésus - « Centre Notre-Dame de Vie » - « Catéchèse » - « Jeunes en route » : livres de formation pour tous les jeunes en quête de Dieu | - « Vie intérieure » : textes et études au service de la vie intérieure - « Recherches Carmélitaines » : ouvrages de réflexion théologique, philosophique et spirituelle - « Vives Flammes » : livres de poche pour aider sur le chemin de la prière intérieure - « Sources Mystiques » : collection de référence pour faire connaitre les grands témoins méconnus de la spiritualité française des XVIIe siècle et XVIIIe siècle - « Intériorités » : au carrefour du psychique et du spirituel - « Sagesses Carmélitaines » : vivre du Carmel au quotidien - « Liturgie » : ouvrages pour célébrer les offices propres au Carmel - « Centre St Jean de la Croix » : sélection de textes essentiels sur la vie spirituelle - « Collection Edith Stein » : une collection de textes et d'études de fond sur Edith Stein |

### Revue Carmel
La revue Carmel, fondée en 1911 avait pour but initial d’établir un lien entre les différentes branches de l’Ordre du Carmel. Le bulletin, d’une dizaine de pages, grossit progressivement pour atteindre 80 pages en 1950 et 128 aujourd’hui. De mensuel, Carmel devient trimestriel en 1955 puis quadrimestriel en 2018 tout en se transformant en une revue de spiritualité généraliste avec un fort accent carmélitain. Aujourd’hui, la revue Carmel a pour mission d'apporter un éclairage spirituel sur les grandes questions de l'Église et du monde. Chaque thème est éclairé par des apports bibliques, théologiques ou philosophiques et est ressaisi à partir du point de vue de l'enseignement des saints du Carmel. À mi-chemin entre une approche scientifique et pastorale, elle cherche à nourrir l'intelligence de ceux qui sont engagés dans une vie de prière et qui souhaitent mieux en connaître les voies. Carmel compte aujourd’hui plus de 600 abonnés et se trouve également dans toutes les bonnes librairies. Les numéros à thème peuvent s’acquérir comme un livre.

### Revue Vives Flammes
La revue Vives Flammes, en remplacement de la revue Scapulaire, a été fondée par le Père Pierre-Marie Salingardes en 1960. En puisant aux sources de la spiritualité du Carmel, elle offre à tous la possibilité de partager l'intimité de Dieu dans la prière et la vie quotidienne, avec simplicité et profondeur. D’un format plus petit que la revue Carmel (format poche), elle se présente sous la forme d’articles courts, accompagnés de textes et de rubriques régulières. Aux 1 300 abonnés en 2020, s’ajoutent tous les lecteurs intéressés par telle ou telle question. Une « petite » revue qui rend de « grands » services à tous ceux qui se posent des questions pratiques et concrètes sur la vie spirituelle.
La revue est publiée trimestriellement, avec un numéro hors-série par an (soit 5 numéros par an). Elle comporte environ 120 pages au format 11,5 × 17,5 cm.
Historique
Cette revue a été fondée en 1953, sous le titre de Scapulaire, à destination du Tiers-Ordre carmélite. La revue est renommée Vives Flammes en 1960.

## Édition et ventes
Si les éditions du Carmel publient un certain nombre d'ouvrages, seul le travail d'édition est réalisé en interne (relecture des manuscrits, conception et mise en forme du livre, etc.). La phase d'impression est réalisée par un imprimeur professionnel.
Les éditions du Carmel gèrent environ 2 500 abonnés aux revues (Vives Flammes et Carmel) et vendent environ 20 000 livres par an. Elles assurent également la vente d'ouvrage de spiritualité édités par d'autres maisons d'édition.

## Autres sociétés sœurs
Cette maison d'édition étant liée à l'Ordre du Carmel, nous retrouvons d'autres maisons d'éditions homonymes (ou non, mais toujours relié à cet ordre monastique) dans d'autres pays comme :
- Editorial Monte Carmelo en Espagne
- Edizioni OCD en Italie
- ICS Publications aux États-Unis

Les éditions du Carmel travaillent parfois en collaboration avec ces différents établissements.